# Український державний інститут культурної спадщини
Український державний інститут культурної спадщини — державна наукова установа Міністерства культури України створена у 1995 році, початково під назвою «Науково-дослідний інститут пам'яткоохоронних досліджень». З 11 квітня 2017 року носить сучасну назву та є культурно-просвітницьким центром. Метою інституту є проведення в межах України наукової, науково-організаційної та науково-технічної діяльності, створення умов для проведення ефективних науково-дослідних робіт і використання їхніх результатів у сфері охорони культурної спадщини.

## Структура
Директор — Палієнко Артем Олександрович. У структурі інституту є 11 відділів, з них один — регіональний:
1. Адміністрація.
2. Відділ науково-методичного забезпечення формування Державного реєстру нерухомих пам'яток України.
3. Відділ містобудівних досліджень та документації.
4. Відділ науково-проєктної документації пам'яток.
5. Відділ підготовки пам'яткоохоронної документації.
6. Відділ популяризації культурної спадщини та видавничої діяльності.
7. Відділ збереження культурної спадщини регіонів.
8. Сектор збереження культурної спадщини південно-східного регіону.
9. Сектор збереження культурної спадщини південного регіону.
10. Відділ бухгалтерського обліку, економіки та звітності.
11. Адміністративно-господарський відділ.
12. Відділ служби замовника.
13. Відділ інвестиційних проектів.

## Основні напрями наукової діяльності
Основні напрями наукової діяльності інституту:
- здійснення науково-дослідної, науково-технічної та науково-організаційної діяльності з метою забезпечення практичного вирішення проблем охорони об'єктів культурної спадщини, у тому числі пам'яток;
- здійснення прикладних наукових досліджень у сфері охорони культурної спадщини;
- розроблення науково-проектної документації з визначення зон охорони пам'яток культурної спадщини, історичних ареалів та історико-архітектурних опорних планів історичних населених місць, реставрації та консервації пам'яток культурної спадщини;
- розроблення проектів нормативних актів та методичних матеріалів з питань охорони культурної спадщини;
- здійснення наукової та науково-технічної експертизи;
- здійснення наукових та науково-практичних контактів з фахівцями та організаціями аналогічних структур за кордоном;
- популяризація результатів наукових досліджень;
- виконання інших наукових та науково-дослідних робіт.

## Результати роботи
Інститутом здійснив розробку для національних і державних заповідників:
- 6 проектів генеральних планів;
- 5 проектів планів організації територій;
- 3 концепції планів організації територій.

Інститут регулярно видає «Збірник наукових праць НДІ пам'яткоохоронних досліджень» (2005 р., 2006 р., 2007 р., 2008 р., 2010 р., 2011 р, 2012 р., 2013 р., 2014 р.,2017 р.)
У 1997—2000 видано 4 номери періодичного наукового збірника «Археометрія та охорона історико-культурної спадщини».